# Список мостов Норвегии
| А Б В Г Д Е Ё Ж З И Й К Л М Н О П Р С Т У Ф Х Ц Ч Ш Щ Э Ю Я |

Всего в Норвегии насчитывается около 16 700 мостов на шоссе и автострадах и около 6000 мостов на дорогах местного значения . 
В списке приведены наиболее известные норвежские мосты.  Крупнейшие мосты Норвегии длиной более 400 м приведены также в Списке самых длинных мостов Норвегии.

## Автодорожные мосты
| - Альверсуннский мост (Alversund bru) - Мост Анкер (Ankerbrua) - Аннёйский мост (Andøybrua) - Аскёйский мост (Askøybrua) - Атлантическая дорога (8 мостов) – (Atlanterhavsveien) - Ашесуннетский мост (Askjesundet bru) - Баккасуннский мост (Bakkasundbrua) - Мост Бакке (Флеккефьорд) (Bakke bru) - Мост Бакке (Тронхейм) (Bakke bru) - Мост Банке (Bankebroa) - Мост через Бейс-фьорд (Beisfjordbrua) - Беккестуанский мост (Bekkestua bro) - Бергсёйсуннский мост (Bergsøysundbrua) - Мост Бёмлу (Bømlabrua) - Бёрёйский мост (Børøybrua) - Биркеландский мост (Birkeland bru) - Блакстадский мост (Blakstad bru) - Бокнасуннский мост (Boknasundbrua) - Больсёйский мост (Bolsøybrua) - Больстадстрёуменский мост (Bolstadstraumen bru) - Большой Хольмсуннский мост (Store Holmsund bru) - Браттёрский мост (Brattørbrua) - Браттсуннский мост (Brattsund bru) - Бревикский мост (Breviksbrua) - Брейсуннетский мост (Breisundet bru) - Бреккенский мост (Brekke bru) - Брённёйсуннский мост (Brønnøysundbrua) - Брухёленский мост (Bruhølen) - Мост Вамма (Vamma bru) - Мост Вародд (старый) (Gamle Varoddbrua) - Мост Вародд (новый) (Nye Varoddbrua) - Мост Вассос (Vassås bru) - Мост Ватерланд (Vaterlands bru) - Валсёйский мост (Valsøybrua) - Верхний Энгелёйский мост (Engeløybrua (høybru)) - Мост Верфтс (Verftsbrua) - Мост Вестер (Vesterbrua) - Веттастрёуменский мост (Vettastraumen bru) - Вёйенский мост (Vøyenbrua) - Мост Виппа (Vippa bro) - Вингнесский мост (Vingnesbrua) - Восточный Лангангенский мост (Østre Langangen bru) - Вренгенский мост (Vrengen bro) - Вэйднесский мост (Veidnesbrua) - Гимсёйстрёуменский мост (Gimsøystraumen bru) - Гисуннский мост (Gisundbrua) - Гломмский мост (Glåmbrua) - Мост Годде (Goddebrua) - Городской мост Драммена (Drammensbrua (bybro)) - Гренландский мост (Grenlandsbrua) - Мост через Грув-фьорд (Grovfjordbrua) - Далесуннский мост (Dalesund bru) - Мост через Дальс-фьорд (Dalsfjordbrua) - Мост Дёле (Døle bru) - Драмменский мост (Drammensbrua) - Дромнессуннский мост (Dromnessundbrua) - Мост через Дьюп-фьорд (Djupfjordbrua) - Дьюпфьордстрёуменский мост (Djupfjordstraumen bru) - Дюрёйский мост (Dyrøybrua) - Емнесский мост (Gjemnessundbrua) - Западный Лангангенский мост (Vestre Langangen bru) - Имарсуннский мост (Imarsundbrua) - Мост Иннре Суннан (Indre Sunnan bru) - Мост Ипсилон - Ихьефьордский мост (Ikjefjordbrua) - Мост Йимсе (Gimse bru) - Мост Йиске (Giskebrua) - Мост Йюль (Jøl bru) - Калвёйреветский мост (Kalvøyrevet bru) - Каллестадсуннетский мост (Kallestadsundet bru) - Каллфосский мост (Kallfossbrua) - Канстадстрёуменский мост (Kanstadstraumen bru) - Карашокский мост (Karasjok bru) - Кармсуннский мост (Karmsundbrua) - Квалсёуканский мост (Kvalsaukan bru) - Квалсуннский мост (Kvalsundbrua) - Кваштейнский мост (Kvarstein bru) - Квеллуренский мост (Kvelluren bru) - Квитесэйдский мост (Kviteseid bru) - Кильстрёуменский мост (Kilstraumen bru) - Мост Кистефосс (Kistefossbrua) - Кокернский мост (Kåkern bru) - Коллстрёуменский мост (Kollstraumen bru) - Краббсуннетский мост (Krabbsundet bru) - Кравикфьордский мост (Kravikfjord bru) - Кроквогский мост (Kråkvågbrua) - Крокерёйский мост (Kråkerøybrua) - Кроппанский мост (Kroppanbrua) - Кросснессуннетский мост (Krossnessundet bru) - Кубхольмлейский мост (Kubholmleia bru) - Лангангенские мосты (2 моста) (Langangenbruene) - Ландфаллёйский мост (Landfalløybrua) - Лапландский мост (Samelandsbrua) - Леверсуннский мост (Leversundbrua) - Лиллехаммерский мост (Lillehammer bru) - Лихсуннский мост (Litjsundbrua) - Лофтеснесский мост (Loftesnesbrua) - Локкаренский мост (Lokkaren bru) - Мост Локке (Løkke bro) - Лукксуннский мост (Lukksund bru) - Мост Лунде (Lunde bru) - Мост Лундс (Lundsbrua) - Люсефьордский мост (Lysefjordbrua) - Марёйский мост (Marøybrua) - Мелластрёуменский мост (Mellastraumen bru) - Мельхусский мост (Melhusbrua) - Менстадский мост (Menstadbrua) - Мёллский мост (Møll bru) - Мост Мёска (Møska bru) - Мидсуннский мост (Midsundbrua) - Молёйский мост (Måløybrua) - Мосёрский мост (Måsørbrua) - Мост через Мосс-канал (Kanalbrua) - Мьёмнесуннский мост (Mjømnesundbrua) - Мьёсский мост (Mjøsbrua) - Мьёсуннский мост (Mjøsundbrua) - Мьосуннский мост (Mjåsundbrua) - Мьюсуннский мост (Mjosundbrua) - Мост Намс (Namsbrua) - Мост Намсос (Namsosbrua) - Наппсуннский мост (Nappsundbrua) - Нессуннетский мост (Nessundet bru) - Нерёйсуннский мост (Nærøysund bru) - Нерландсёйский мост (Nerlandsøybrua) - Нижний Энгелёйский мост (Engeløybrua (lavbru)) - Новый мост (Эльверум) (Nybrua) - Новый мост (Осло) (Nybrua) - Новый Миннесуннский мост (Nye Minnesundbrua) - Новый Пуддефьордский мост (Nye Puddefjordsbroen) - Новый Улефосский мост (Nye Ulefoss bru) - Нурддалсфьордский мост (Norddalsfjordbrua) - Нурсуннский мост (Фарсунн) (Nordsundbrua) - Нурсуннский мост (Кристиансунн) (Nordsundbrua) - Нурхорландский мост (Nordhordlandsbrua) - Нюбергсуннский мост (Nybergsund bru) - Нюгордские мосты (Nygårdsbroen) - Оддернесский мост (Oddernesbrua) - Ойнасуннский мост (Ognasundbrua) - Оквиксуннский мост (Åkviksundet bru) - Ольдерсуннский мост (Oldersundbrua) - Омёйский мост (Åmøybrua) - Омсуннский мост (Omsund bru) - Омутский мост (Åmodt bro) - Ормсуннский мост (Ormsund bru) - Ормхамарский мост (Ormhamar bru) - Орнесский мост (Årnes bru) - Орусский мост (Åros bru) - Оселистрёуменский мост (Åselistraumen bru) - Осструпенский мост (Osstrupen bru) - Остерёйский мост (Osterøybrua) - Мост Пирб (Pirbrua) - Пинесуннский мост (Pinesund bru) - Поргсуннский мост (Porsgrunnsbrua) - Путтесуннский мост (Puttesund bro) - Рамсуннский мост (Ramsundbrua) - Рандёйский мост (Randøy bru) - Мост Рафтсундет (Raftsundbrua) - Мосты Рейне (2 моста) (Reinebruene) - Ремёйский мост (Remøybrua) - Мост Рефсти (Refsti bru) - Рёссёйстрёуменский мост (Røssøystraumen bru) - Рёссесуннский мост (Røssesundbrua) - Рисёйский мост (Risøybrua) - Ролвсёйсуннский мост (Rolvsøysund bro) - Ромбакский мост (Rombaksbrua) - Ронгесуннетский мост (Rongesundet bru) - Россволлский мост (Rossvollbrua) - Росснесский мост (Rossnesbroa) - Ругсуннский мост (Rugsundbrua) - Мост Рунде (Rundebrua) - Сальтнесский мост (Saltnesbrua) - Сальтстрёуменский мост (Saltstraumen bru) - Сандесуннский мост (Sandesundbrua) - Санднессуннский мост (Sandnessundbrua) - Сандхорнёйский мост (Sandhornøy bru) - Мост Сарпе (Sarpebrua) - Свельгенский мост (Svelgen bru) - Свинесундский мост (Nye Svinesundsbroen) - Старый Свинесундский мост (Gamle Svinesundsbroen) - Свинёйский мост (Svinøybrua) - Северный Стрёумсуннетский мост (Nordre Straumsundet bru) - Селбьорнский мост (Selbjørn bru) - Сёрстрёуменский мост (Балланген) (Sørstraumen bru) - Сёрстрёуменский мост (Квенанген) (Sørstraumen bru) - Сёрсуннский мост (Sørsundbrua) - Скарнсуннский мост (Skarnsundbrua) - Скарпейдский мост (Skarpeidbroa) - Скаттёрсуннетский мост (Skattørsundet bru) - Мосты Скодье (Skodjebruene) - Скодьестрёуменский мост (Skodjestraumen bru) - Смальсуннский мост (Smalsundbrua) - Мост Смёрс (Smørsbroen) - Сминесский мост (Sminesbrua) - Мост Снеппен (Sneppen bru) - Соммарёйский мост (Sommarøybrua) - Сортланнский мост (Sortlandsbrua) - Мост Сотра (Sotrabrua) - Списсёйский мост (Spissøybrua) - Спьотсоддский мост (Spjotsoddbrua) - Мост Стай (Stai bru) - Ставангерский мост (Stavanger bybru) - Старый мост (Эльверум) (Gamlebrua) - Старый мост (Тронхейм) (Gamle Bybro) - Старый Миннесуннский мост (Gamle Minnesundbrua) - Старый Пуддефьордский мост (Gamle Puddefjordsbroen) - Старый Улефосский мост (Gamle Ulefoss bru) - Стенгенский мост (Strengen bru) - Стёвсетский мост (Støvset bru) - Стоккенесский мост (Strokkenesbrua) - Стоккёйский мост (Stokkøybrua) - Мост Стольма (Stolmabrua) - Стонгасуннетский мост (Stongasundet bru) - Сторваленский мост (Storvalen bru) - Мост Сторсейсуннет (Storseisundet bru) - Сторхольменский мост (Storholmenbrua) - Стрёуменский мост (Straumen bru) - Стрёумсский мост (Straumsbrua) - Стрёумесуннетский мост (Straumesundet bru) - Стрёумсуннский мост (Straumsundbrua) - Стрёумхольский мост (Straumholbrua) - Мост Стромсо (Strømsøbrua) - Стромсский мост (Strømsbrua) - Стромсуннский мост (Strømsund bru) - Мост Стур (Stordabrua) - Сундкилский мост (Sundkil bru) - Сундклаккстрёуменский мост (Sundklakkstraumen bru) - Мост Сундэй (Sundøybrua) - Сюккюльвенский мост (Sykkylvsbrua) - Мост Тана (Tana bru) - Твейтсуннский мост (Tveitsund bru) - Мост через Тёнсберг-канал (Kanalbrua) - Торсетсуннский мост (Torsetsundbrua) - Тофтерёйский мост (Tofterøybrua) - Тренгселский мост (Trengsel bru) - Трёскенский мост (Trøskenbrua) - Тролльювский мост (Trolljuv bru) - Тромёйский мост (Tromøybrua) - Тромсёйский мост (Tromsøbrua) - Тунсетский мост (Tynset bru) - Турёйский мост (Turøy bru) - Улласуннский мост (Ullasundbrua) - Ульвейский мост (Ulvøybrua) - Ульвсуннетский мост (Ulvsundet bru) - Ульнесский мост (Ulnes bru) - Мост Феда (Feda bru) - Мост через Феда-фьорд (Fedafjorden bru) - Фетсуннский мост (Fetsund bru) - Фёнхусский мост (Fønhus bru) - Мост Флиса (Flisa bru) - Флубергский мост (Flubergbrua) - Фойнландский мост (Foynlandsbrua) - Мост Фольда (Folda bru) - Мост Форве (Forve bru) - Фоснстрёумский мост (Fosnstraumbrua) - Мост Фосс (Foss bru) - Мост Фоссум (Fossum bru) - Фостведтский мост (Fosstvedt bru) - Фредвангские мосты (2 моста) (Fredvangbruene) - Фреднесский мост (Frednesbrua) - Фредрикстадский мост (Fredrikstadbrua) - Фрекасуннский мост (Frekasundbrua) - Фретхэймский мост (Fretheim bru) - Фьйогесуннский мост (Fjågesund bru) - Фюксесуннский мост (Fyksesundbrua) - Хавёйсуннский мост (Havøysundbrua) - Хагельсуннский мост (Hagelsundbrua) - Хардангерский мост (Hardangerbrua) - Мост Хадсель (Hadselbrua) - Мост Хаммер (Hammer bru) - Хаммерсский мост (Hammersbrua) - Хамрёйский мост (Hamrøybrua) - Хардангерский мост (Hardangerbrua) - Хасселёйский мост (Hasseløybrua) - Хафрсфьордский мост (Hafrsfjord bru) - Хелландский мост (Helland bru) - Хеллерский мост (Heller bru) - Хельгеландский мост (Helgelandsbrua) - Хеннингсверский мост (Henningsvær bru) - Хеннингсверские мосты (2 моста) (Henningsværbruene) - Херёйский мост (Herøybrua) - Хестёйский мост (Hestøybrua) - Хёвогский мост (Høvåg bru) - Хёлендаленские мосты (Hølendalen bruer) - Хёйкнесский мост (Høyknesbrua) - Хольменский мост (Holmenbrua) - Хорндёласский мост (Horndøla bru) - Хохольменский мост (Hoholmen bru) - Хуннвокёйский мост (Hundvåkøybrua) - Хьевикский мост (Kjevik bru) - Хьельсуннский мост (Tjeldsundbrua) - Хьеллингстрёуменский мост (Kjellingstraumen bru) - Хьеррингстрёуменский мост (Kjerringstraumen bru) - Хьёллсетерский мост (Kjøllsæterbrua) - Хьённёйский мост (Tjønnøybrua) - Шевеландский старый мост (Skjæveland gamle bru) - Шелсбусуннский мост (Skjelsbusund bru) - Шервёйские мосты (Skarvøybroene) - Шернёйсуннский мост (Skjernøysundbrua) - Шоменский мост (Skjomen bru) - Мосты через Э-фьорд (3 моста) (Efjordbruene) - Эвенстадский мост (Evenstad bru) - Эггестрёуменский мост (Eggestraumen bru) - Эйгерёйский мост (Eigerøy bru) - Эйксуннский мост (Eiksundbrua) - Эйнангсуннетский мост (Einangsundet bru) - Эльгесетерский мост (Elgeseter bru) - Энгёйский мост (Engøybrua) - Энгёйсуннетский мост (Engøysundet bru) - Эрфьордский мост (Erfjord bru) - Эурсуннский мост (Aursundbrua) - Юлсрудский мост (Julsrudbrua) - Юстёйский мост (Justøybrua) |

## Железнодорожные мосты
| - Мост Бегна (Begna bru) - Мост Бьерке (Bjerke bru) - Мост Вердасельва (Verdalselva bru) - Мост Кюллингбрю (Kylling bru) - Миннесуннский железнодорожный мост (Minnesund jernbanebru) - Намсенский мост (Namsen bru) - Ниделвский мост (Nidelv bru) - Мост Нурдал (Norddalsbrua) - Скансенский мост (Skansenbrua) - Стугуфлотский мост (Stuguflåtbrua) - Мост Схьёрдалсельва (Stjørdalselva bru) - Фетсуннский мост (Fetsund bru) - Хёлендаленнские мосты (Hølendalen bruer) - Хольменские мосты (Holmenbruene) - Эртфьелльский мост (Ørtfjell bru) |